# Malcolmia strigosa
Malcolmia strigosa är en korsblommig växtart som beskrevs av Pierre Edmond Boissier. Malcolmia strigosa ingår i släktet strandlövkojor, och familjen korsblommiga växter. Inga underarter finns listade i Catalogue of Life.